# Bataillon Zośka

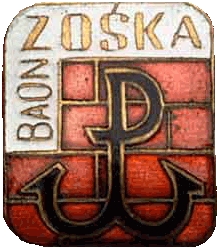
Abzeichen des Bataillons Zośka

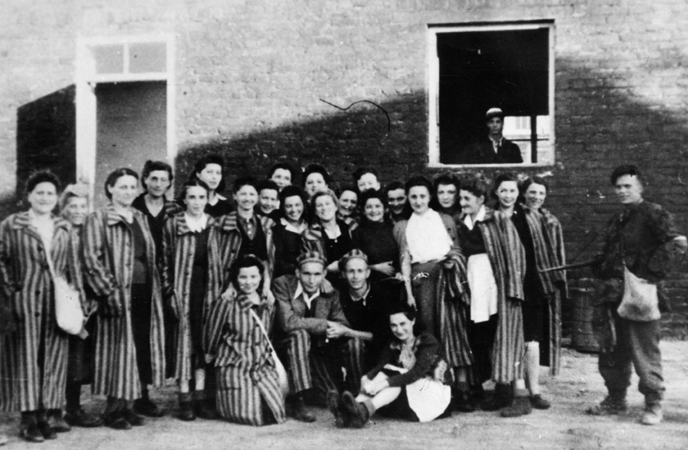
Befreite Juden des KZ Gęsiówka zusammen mit Kämpfern des Bataillons Zośka 1944

Das Bataillon „Zośka“ (polnisch Batalion „Zośka“) war eine Einheit der polnischen Pfadfinderbewegung Szare Szeregi im Zweiten Weltkrieg und kämpfte im Warschauer Aufstand als ein Teil der polnischen Heimatarmee gegen die deutsche Besetzung Polens.

## Geschichte
Gegründet wurde die Bewegung im August 1943 durch Mitglieder der Szare-Szeregi-Pfadfinder. Benannt wurde die Einheit nach dem Widerstandskämpfer Tadeusz Zawadzki, der sich den Kampfnamen Zośka zugelegt hatte. 
Das Bataillon war eines von zwei Pfadfinderbataillonen, die direkt am Warschauer Aufstand beteiligt waren. Dabei hatte die Einheit große Verluste zu erleiden. Über 300 Angehörige der Truppe wurden getötet oder galten als vermisst.
Die Einheit war auch an der Befreiung des Konzentrationslagers Gęsiówka maßgeblich beteiligt. Nach der Eroberung Polens durch die Rote Armee wurde die Bewegung aufgelöst und die meisten Mitglieder in sowjetische Gefängnisse verbracht.